# 第196回国会
第196回国会（だい196かいこっかい）とは、2018年（平成30年）1月22日に召集された通常国会。会期は同年6月20日までの150日間の予定であったが32日間延長され、同年7月22日までの182日間であった。

## 各党・会派の議席数
| 計465、2018年（平成30年）5月9日時点 - 自由民主党 - 283 - 立憲民主党・市民クラブ - 55 - 国民民主党・無所属クラブ - 39 - 公明党 - 29 - 無所属の会 - 13 - 日本共産党 - 12 - 日本維新の会 - 11 - 自由党 - 2 - 社会民主党・市民連合 - 2 - 希望の党 - 2 - 無所属 - 17 | 計242、2018年（平成30年）5月8日時点 - 自由民主党・こころ - 125 - 公明党 - 25 - 国民民主党・新緑風会 - 24 - 立憲民主党・民友会 - 23 - 日本共産党 - 14 - 日本維新の会 - 11 - 希望の会（自由・社民） - 6 - 希望の党 - 3 - 無所属クラブ - 2 - 沖縄の風 - 2 - 国民の声 - 2 - 無所属 - 5 |

## 今国会の動き

### 召集前

#### 2017年（平成29年）
- 12月8日 - 無所属で民進党・新緑風会所属の川田龍平参議院議員が立憲民主党に入党届を提出[4]。
- 12月9日 - 第195回国会が閉会。
- 12月11日 - 有田芳生参議院議員が民進党に離党届を提出[5]。
- 12月21日 - 風間直樹参議院議員が民進党への離党届と立憲民主党への入党届を提出。有田芳生参議院議員も立憲民主党に入党届を提出[6]。
- 12月22日 - 江崎孝参議院議員が民進党への離党届と立憲民主党への入党届を提出[7]。
- 12月26日 - 山尾志桜里衆議院議員が立憲民主党に入党届を提出。民進党の蓮舫元代表も離党届と立憲民主党への入党届を提出[8]。
- 27日 - 黒岩宇洋衆議院議員が民進党に離党届を提出[9]。

#### 2018年（平成30年）
- 1月10日 - 無所属の会が無所属の中村喜四郎衆議院議員の入会を衆議院事務局に届け出た[10]。

- 1月12日 - 「平成三十年一月二十二日に、国会の常会を東京に召集する詔書」が公布[11]。
- 1月17日 - 立憲民主党が会派「立憲民主党」の結成を参議院事務局に届け出た。会派の代表は福山哲郎幹事長が務め、参議院議員6人が参加[12]。

### 会期中

#### 1月
- 1月22日 - 召集。
  - 開会式[13][14][15]。天皇が「おことば」を述べた[注釈 3]。
  - 衆議院と参議院の本会議で、安倍晋三内閣総理大臣の施政方針演説[注釈 4] が行われた[16][17]。また、河野太郎外務大臣の外交演説[注釈 5]、麻生太郎財務大臣の財政演説[注釈 6] と茂木敏充内閣府特命担当大臣（経済財政政策担当）の経済演説[注釈 7] がそれぞれ行われた（政府四演説）[18][19]。
- 1月24日 - 代表質問1日目。衆議院本会議で、立憲民主党の枝野幸男代表と希望の党の玉木雄一郎代表、自由民主党の二階俊博幹事長が質疑を行い、安倍晋三内閣総理大臣と麻生太郎財務大臣、加藤勝信厚生労働大臣及び小野寺五典防衛大臣が答弁を行った[20][21]。
- 1月25日
  - 代表質問2日目。
    - 参議院本会議で、自由民主党の吉田博美参議院幹事長、民進党の大塚耕平代表が質疑を行い、安倍晋三内閣総理大臣が答弁した[22][23]。
    - 衆議院本会議で、公明党の井上義久幹事長と無所属の会の岡田克也代表、日本共産党の志位和夫委員長と日本維新の会の下地幹郎国会議員団政務調査会長が質疑を行い、安倍晋三内閣総理大臣と石井啓一国土交通大臣が答弁した[22][24]。
    - 沖縄県で米軍ヘリコプターの不時着や緊急着陸が続発している問題に共産党の志位委員長が触れた際、松本文明内閣府副大臣が「それで何人死んだんだ」と不規則発言（野次）を行い、野党側から強い批判を受けた。翌26日、松本は副大臣を引責辞任した[25]。
- 1月26日 - 代表質問3日目。参議院本会議で、公明党の山口那津男代表と日本共産党の小池晃書記局長、日本維新の会の片山虎之助共同代表、民進党の藤田幸久議員、自由民主党の松村祥史議員、社会民主党の福島瑞穂副党首、立憲民主党の福山哲郎幹事長が質疑を行い、安倍晋三内閣総理大臣が答弁を行った[26][27]。
- 1月29日 - 安倍晋三内閣総理大臣は衆議院予算委員会で「平成25年度労働時間等総合実態調査」[28][29] を根拠に「裁量労働制のほうが一般労働者より労働時間が短いというデータもある」旨答弁したが、野党議員らから疑問が出され、その後2月14日に謝罪し答弁を撤回した[30]。
- 1月30日 - 衆議院本会議で、平成29年度補正予算案が与党の自由民主党・公明党と日本維新の会の賛成多数で可決[31]。

#### 2月
- 2月1日
  - 参議院本会議で、平成29年度補正予算が与党の自由民主党・公明党と日本維新の会などの賛成多数で可決され、成立した[32]。2017年（平成29年）の九州北部豪雨による災害からの災害復旧や防災・減災対策のための費用として1兆2567億円や安倍総理の推進する生産性革命と人づくり革命に計4822億円などを計上した[33][34]。
  - 東日本大震災で被災した企業などの二重ローン対策を3年間延長する改正東日本大震災事業者再生支援機構法が成立[35]。
- 2月14日 - 前日に衆議院本会議で国会同意人事が同意されたのに続き、参議院本会議で国会同意人事が同意された。この国会同意人事では、12機関の28人[注釈 8][36]。
- 2月27日 - 衆議院予算委員会で、平成30年度予算が与党の自民・公明両党の賛成多数で可決された。立憲民主・希望・民進・自由・社民の野党5党は、裁量労働制をめぐる厚生労働省の不適切データ問題で反発しており、可決直後、河村建夫予算委員長の解任決議案を提出した[37]。
- 2月28日
  - 衆議院本会議で、野党が提出した河村建夫予算委員長解任決議案を与党などの反対多数で否決した後、平成30年度予算案を与党の自民・公明両党の賛成多数で可決した[38]。
  - 安倍晋三首相は今国会に提出予定の働き方改革関連法案から裁量労働制の対象を拡大する部分を削除するよう加藤勝信厚生労働大臣に指示した。「平成25年度労働時間等総合実態調査」では、1カ月のうち「最も残業時間が長い1日」で計算した一般労働者の労働時間と、裁量労働制で働く人の「実際の労働時間」を比較して裁量労働制のほうが短いとしていたした[39]。
- 3月30日 - 平時・災害時の貨物物流で重要な道路区間を国土交通大臣が「重要物流道路」に指定する制度を創設する改正道路法と道路改築費に対する補助金・交付金のかさ上げ措置を10年間延長する改正道路整備事業財政特別措置法が成立[40]。

#### 3月
- 3月12日 - 財務省は学校法人森友学園への国有地売却に関する問題で14の決裁文書の書き換えを認める調査結果を国会に報告した[41]。
- 3月16日 - 日本銀行の黒田東彦総裁を再任させるなどの国会同意人事が衆参両院の本会議で自民・公明両党などの賛成多数でそれぞれ可決した。9機関の27人[注釈 9][42]。
- 3月20日 - 学校法人森友学園への国有地売却に関する財務省決裁文書の改竄をめぐり、当時理財局長だった佐川宣寿前国税庁長官の証人喚問を27日午前に実施することを参議院予算委員会が全会一致で議決した[43][44]。22日には衆議院予算委員会も佐川前長官の証人喚問を27日午後に実施することを全会一致で議決した[45]。
- 3月27日 - 衆参両院の予算委員会で、佐川宣寿前国税庁長官[46] に対する証人喚問が実施された。安倍総理や昭恵総理夫人の関与については明確に否定したが、改竄の経緯や自身の関与などについては「刑事訴追の恐れ」を理由に証言拒否を連発した[47]。
- 3月28日
  - 参議院本会議で、平成30年度予算が自民、公明両党などの賛成多数で可決・成立。一般会計総額は97兆7128億円で、6年連続で過去最大を更新した。安倍首相の看板政策「人づくり革命」などの関連施策が予算計上され、待機児童対策や教育無償化が柱。北朝鮮のミサイル対策のための陸上配備型迎撃ミサイルシステム「イージス・アショア」導入経費なども盛り込まれた[48]。
  - 年収850万円を超える高収入の会社員の増税を盛り込んだ平成年度税制改正関連法が成立[49]。
- 3月30日
  - 市区町村の枠を超えて保育施設への入所を促す改正子ども・子育て支援法が成立[50]。
  - 牛肉やチーズなど約400品目の関税率を低く抑える暫定措置を1年間延長する改正関税暫定措置法が成立[51]。
  - 事業収入が7168億円、事業支出が7128億円のNHK平成30年度予算案が承認された[52]。

#### 4月
- 4月10日
  - 杉尾秀哉参議院議員が民進党に離党届を提出[53]。
  - 2019年1月に導入する国際観光旅客税の使い道を定めた改正国際観光振興法が成立[54]。
- 4月11日 - 国籍問わず日本を出国する人から1人1,000円を徴収する国際観光旅客税法が成立[55]。
- 4月13日
  - 東京電力福島第一原子力発電所事故により人口が激減した福島県双葉郡8町村で構成される県議選の選挙区の定数を2で維持する特例法が成立[56]。
  - 予備自衛官らを雇用する企業に対する給付金制度の創設を盛り込んだ改正自衛隊法が成立[57]。
- 4月18日
  - 合併特例債の発行期限を5年間延長する改正特例法が成立[58]。
  - 地域住民が協定を結び、空き地や空き家を活用して広場、集会所などを共同で整備する新制度を盛り込んだ改正都市再生特別措置法が成立[59]。
  - 国際結婚した夫婦が、どのような場合に離婚訴訟を日本の裁判所に起こせるのかを明文化した改正人事訴訟法などが成立[60]。

#### 5月
- 5月1日 - 安住淳衆議院議員が民進党に離党届を提出[61]。
- 5月7日
  - 民進党と希望の党が合流して新党「国民民主党」を結成した。衆参各院事務局に衆議院の名称は「希望の党・無所属クラブ」から「国民民主党・無所属クラブ」、参議院は「民進党・新緑風会」から「国民民主党・新緑風会」へと会派の変更を届け出た[62]。
  - 希望の党の松沢成文参議院議員らが、希望の党を分党し新たな「希望の党」を国会議員5人で設立したと発表した。分党側の希望の党の2人は、衆議院事務局に新会派「希望の党」を届け出た[63]。
  - 菊田真紀子衆議院議員が無所属の会を離脱した[64]。
- 5月8日
  - 立憲民主党が小川敏夫ら民進党を離党した衆参両院議員11人の入党を承認。参議院では無所属の議員も含む計23人となり、会派名の「立憲民主党」から「立憲民主党・民友会」への変更を参議院事務局に届け出た[65]。
  - 無所属の会が総会を開き大串博志、本村賢太郎、田嶋要の衆議院議員3人の参加を決定し、大串議員が幹事長に就任した[66]。
- 5月9日
  - 国民民主党結党に伴い、参議院本会議は5人の常任委員長を選出。参議院で公明党が第二会派に浮上したが、郡司副議長の交代を求めなかったため、第二会派から副議長を選出する慣例は崩れた[67]。
  - 無所属の会が玄葉光一郎衆議院議員の会派入りを衆議院事務局に届け出た[68]。
- 5月10日 - 衆参両院の予算委員会にて、加計学園問題をめぐり柳瀬唯夫元内閣総理大臣秘書官の参考人招致が実施された。柳瀬元秘書官は加計学園関係者と首相官邸で3回面会したと認めたが、愛媛県や今治市の職員と会った認識はないと説明した[69]。
- 5月11日 - 相続登記がなく持ち主がはっきりしない農地を賃貸しやすくする農業経営基盤強化促進法などの改正法が成立[70]。
- 5月16日
  - 選挙の男女の候補者数をできる限り均等にするよう政党に求める政治分野における男女共同参画推進法が成立[71]。
  - 革新的技術などの実証実験をしやすくする「サンドボックス」制度を創設する生産性向上特別措置法が成立[72]。
  - 産業革新機構の成長投資機能を高める改正産業競争力強化法が成立[73]。
- 5月18日
  - アメリカ合衆国を除く環太平洋パートナーシップ協定（TPP）の新協定「TPP11」の承認案が衆院本会議で与党と日本維新の会、希望の党の賛成多数で可決され、参議院に送付された。同日、立憲民主党など野党5党は茂木敏充経済再生担当大臣に対する不信任決議案を衆議院に提出し、これを受けTPP関連法案の採択を予定していた衆議院内閣委員会は散会となった[74][75]。
  - 運送や海商に関する規定を見直す改正商法が成立。商法は六法の中で唯一、片仮名交じりの文語体表記が残っていたが、今回の改正により全文が口語体となる[76]。
  - インターネット上で、著作物の利用を拡大する改正著作権法が成立[77]。
  - 事業者に対し、スロープやエレベーターなどの設置を盛り込んだ計画策定を義務付ける改正バリアフリー法が成立[78]。
  - 農協職員らが対象の農林年金の早期解散に向けた改正農林年金廃止法が成立[79]。
- 5月22日 - 衆議院本会議において茂木敏充経済再生担当大臣に対する不信任決議案の採決が行われ、自民・公明与党両党や日本維新の会、希望の党などの反対多数で否決[80]。
- 5月23日
  - 財務省は、佐川宣寿前理財局長が「廃棄した」などと繰り返し国会で説明していた森友学園との国有地取引をめぐる交渉記録約950ページと、同省が改竄する前の14件の決裁文書約3千ページを国会に提出した。また、問題が発覚した昨年2月以降、佐川前理財局長の国会答弁との整合性をとるために交渉記録の廃棄を進めていたことも明らかになった[81][82]。
  - 企業のJIS表示違反に対する罰則強化を盛り込んだ工業標準化法などの改正法が成立[83]。
- 5月24日 - 衆議院本会議にて、委員会運営が強引だとして野党6党派が提出した高鳥修一厚生労働委員長の解任決議案を与党などの反対多数で否決した[84]。
- 5月25日
  - 衆議院本会議にて、働き方改革関連法案の審議をめぐり野党6党派が提出した加藤勝信厚生労働大臣に対する不信任決議案を与党などの反対多数で否決した。与党は本会議終了後に衆議院厚生労働委員会を再開し同法案を可決した[85]。
  - 東京23区の大学の定員増を原則10年間禁じる地域大学振興法が成立[86]。
  - 所有者が手入れできない人工林を市町村が管理する「森林バンク」制度の創設に向けた森林経営管理法が成立[87]。
  - 国勢調査や家計調査といった国が行う統計調査のデータについて、大学などの一般の研究者も使えるようにする改正統計法が成立[88]。
  - タブレット端末などで利用できる「デジタル教科書」を正式な教科書と同様に使えるよう認める改正学校教育法が成立[89]。
- 5月31日 - 衆議院本会議にて働き方改革関連法案が自民、公明両党と日本維新の会、希望の党などの賛成多数で可決され、衆院通過した[90]。

#### 6月
- 6月1日
  - 生活保護受給世帯の子どもの大学や専門学校への進学時に一時金を支給する制度を創設する改正生活保護法が成立[91]。
  - 地域の文化財をまちづくりに生かす市町村への支援を盛り込んだ改正文化財保護法が成立[92]。
  - 日本郵政グループが約2万4000の郵便局の全国一律サービスを維持するための支援策を盛り込んだ改正独立行政法人郵便貯金・簡易生命保険管理機構法が成立[93]。
  - 土地改良区について、組合員に加え準組合員を新設するのが柱の改正土地改良法が成立[94]。
- 6月6日
  - 地球温暖化に伴う農作物被害や気象災害などを軽減するための対策を後押しする気候変動適応法が成立[95]。
  - これまで対象外だったインターネット通販業者に対し、輸送の効率化など省エネ対策の策定や報告を求める改正省エネ法が成立[96]。
  - 所有者不明の土地を有効利用するための特別措置法が成立[97]。
- 6月7日
  - 障害者アートを広めることを目指す障害者文化芸術活動推進法が成立[98]。
  - 国際基準「HACCP」の順守を制度化する改正食品衛生法が成立[99]。
- 6月8日
  - 大規模災害時の被災者支援に関する権限を、都道府県から政令指定都市に移せるようにする改正災害救助法が成立[100]。
  - 2021年度末までの京都移転に向け文化庁の機能を強化する改正文部科学省設置法が成立[101]。
  - 恋愛感情を利用するデート商法や不安をあおって結んだ契約は取り消せるとの規定を盛り込んだ改正消費者契約法が成立[102]。
- 6月13日
  - 成人年齢を現行の20歳から18歳に引き下げる改正民法が成立[103]。
  - 大型船を解体して鉄などをリサイクルする業務に関し、5年ごとの許可制とする船舶リサイクル法が成立[104]。
  - 地方自治体による公共施設等運営の導入促進を目指した改正PFI法が成立[105]。
  - 東京五輪が開催される2020年に限り「体育の日」「海の日」「山の日」を開閉会式前後に移す改正東京五輪・パラリンピック特別措置法が成立[106]。
  - 2020年から「体育の日」を「スポーツの日」に改称する改正祝日法が成立[106]。
  - 「国民体育大会」を「国民スポーツ大会」に改める改正スポーツ基本法が成立[106]。
  - ドーピング防止を国の責務と位置づけるドーピング防止活動推進法が成立[106]。
  - アメリカを除く11カ国が参加する環太平洋パートナーシップ協定が参議院本会議で承認された[107]。
- 6月14日 - 衆議院本会議にて、統合型リゾート実施法案の審議が不足しているにもかかわらず採決を強行しようとしているとして野党6党派が提出した山際大志郎内閣委員長の解任決議案を与党などの反対多数で否決[108]。
- 6月15日
  - 生鮮農水産物を扱う中央卸売市場の規制を見直す改正卸売市場法などが成立[109]。
  - マイクロプラスチックの使用抑制を企業に求める改正海岸漂着物処理推進法が成立[110]。
  - 被災した鉄道の復旧費の支援対象を拡大する改正鉄道軌道整備法が成立[111]。
  - 衆議院本会議にて、統合型リゾート実施法案をめぐり野党6党派が提出した石井啓一国土交通大臣に対する不信任決議案を与党などの反対多数で否決[112]。法案は同日午後の衆議院内閣委員会にて自民、公明の与党両党と日本維新の会の賛成多数で可決[113]。
- 6月19日
  - 衆議院本会議にて統合型リゾート実施法案が自民、公明、日本維新の会などの賛成多数で可決[114]。
  - 参議院選挙区の候補者が独自に録画した映像を政見放送に使えるようにする改正公職選挙法が成立[115]。
  - 国から地方自治体への権限移譲や規制緩和に向けた関連法15本を改正する地方分権一括法が成立[116]。
- 6月20日
  - 空き家を旅館や保育所などに転用しやすくする規制緩和策を盛り込んだ改正建築基準法が成立[117]。
  - 衆議院本会議で、会期を6月20日から7月22日まで32日間延長することが自民、公明の与党両党の賛成多数で議決された。与党はこの会期延長により働き方改革関連法案などの重要法案の成立を図ることとしている[118]。
- 6月27日
  - 参議院本会議にて、働き方改革関連法案をめぐり野党が提出した加藤勝信厚生労働大臣に対する問責決議案を与党などの反対多数で否決[119]。
  - 参議院本会議にて、2016年度決算を与党などの賛成多数で承認。また、森友学園問題について「国有財産の管理、処分手続きを明確化し、適切に行政文書を作成、管理すべきだ」と内閣に求める警告決議も賛成多数で可決[120]。
- 6月28日 - 参院厚生労働委員会にて自民、公明の与党両党と日本維新の会などの賛成多数で働き方改革関連法案を可決。立憲民主党、共産党、自由党、社民党の野党4党が27日に提出した島村大厚生労働委員長の解任決議案については、参院野党第1党の国民民主党が加わらなかったため本会議には上程されないこととなった[121]。
- 6月29日
  - 政府が今国会の最重要法案としてきた働き方改革関連法案が、参院本会議で自民、公明、維新の会、希望の党、無所属クラブの賛成多数で可決、成立[122]。
  - アメリカを除く11カ国による環太平洋パートナーシップ協定（TPP11）関連法が参議院本会議で与党などの賛成多数で可決、成立[123]。

#### 7月
- 7月6日
  - 相続法制を約40年ぶりに大幅に見直す改正民法が成立[124]。
  - ギャンブル依存症患者向けの専門医療受診体制を整備する内容を盛り込んだギャンブル依存症対策法が成立[125]。
- 7月10日 - 衆議院本会議で、平成30年7月豪雨について被災自治体との緊密な連携の下、迅速で万全の対策を政府に求める決議「平成三十年七月豪雨の災害対策に関する決議案」[126] が全会一致で採択された[127]。翌11日には参議院本会議においても同様の決議が全会一致で採択された[128]。
- 7月17日 - 衆議院政治倫理の確立及び公職選挙法改正に関する特別委員会にて、立憲民主党など野党が提出した平沢勝栄委員長の不信任動議を反対多数で否決した後、参議院定数を6増する公職選挙法改正案を賛成多数で可決[129]。
- 7月18日
  - 衆議院本会議にて、参議院定数を6増し、拘束名簿式の「特定枠」を比例区の一部に新設する改正公職選挙法が与党の賛成多数で可決、成立[130]。
  - 参議院本会議にて、国民民主党など野党が提出した、統合型リゾート実施法案を所管する石井啓一国土交通大臣問責決議案と柘植芳文内閣委員長解任決議案をそれぞれ与党や日本維新の会などの反対多数で否決[131]。
  - 多くの人が使う施設で喫煙を規制する改正健康増進法が成立[132]。
  - 医師の地域偏在の解消を目的とする改正医療法・医師法が成立[133]。
- 7月19日
  - 衆議院本会議にて、政治資金に関する疑惑をめぐり立憲民主党など野党6党派が提出した古屋圭司議院運営委員長の解任決議案を与党などの反対多数で否決[134]。
  - 参議院本会議にて、国民民主党など野党が提出した伊達忠一議長の不信任決議案を与党の反対多数で否決[135]。
- 20日
  - 衆議院本会議にて、立憲民主党など野党6党派が提出した安倍内閣不信任決議案が与党などの反対多数で否決[136]。
  - 参議院本会議にて、カジノを含む統合型リゾート実施法が与党と日本維新の会の賛成多数で可決、成立[137]。
    - なおこの採決の際、自由党の山本太郎、森裕子、沖縄の風の糸数慶子の3人の参議院議員が「カジノより被災者を助けて」などと書かれた垂れ幕を壇上で掲げ続けた。本会議後に伊達忠一議長は3人の懲罰案件を懲罰委員会に付託することを決めた[138]。

  - 大阪府北部地震と平成30年7月豪雨の被災者に全国から寄せられた義援金を金融機関などが差し押さえることを禁止する義援金保護法が成立[139]。
- 22日- 会期末。

## 委員会・審査会・調査会
| 委員会・審査会                                     | 委員長・会長 | 所属会派                 |
| -------------------------------------------------- | ------------ | ------------------------ |
| 内閣委員会                                         | 山際大志郎   | 自由民主党               |
| 総務委員会                                         | 古屋範子     | 公明党                   |
| 法務委員会                                         | 平口洋       | 自由民主党               |
| 外務委員会                                         | 中山泰秀     | 自由民主党               |
| 財務金融委員会                                     | 小里泰弘     | 自由民主党               |
| 文部科学委員会                                     | 冨岡勉       | 自由民主党               |
| 厚生労働委員会                                     | 高鳥修一     | 自由民主党               |
| 農林水産委員会                                     | 伊東良孝     | 自由民主党               |
| 経済産業委員会                                     | 稲津久       | 公明党                   |
| 国土交通委員会                                     | 西村明宏     | 自由民主党               |
| 環境委員会                                         | 松島みどり   | 自由民主党               |
| 安全保障委員会                                     | 寺田稔       | 自由民主党               |
| 国家基本政策委員会                                 | 佐藤勉       | 自由民主党               |
| 予算委員会                                         | 河村建夫     | 自由民主党               |
| 決算行政監視委員会                                 | 荒井聰       | 立憲民主党・市民クラブ   |
| 議院運営委員会                                     | 古屋圭司     | 自由民主党               |
| 懲罰委員会                                         | 篠原孝       | 国民民主党・無所属クラブ |
| 災害対策特別委員会                                 | 望月義夫     | 自由民主党               |
| 政治倫理の確立及び公職選挙法改正に関する特別委員会 | 平沢勝栄     | 自由民主党               |
| 沖縄及び北方問題に関する特別委員会                 | 横光克彦     | 立憲民主党・市民クラブ   |
| 北朝鮮による拉致問題等に関する特別委員会           | 江藤拓       | 自由民主党               |
| 消費者問題に関する特別委員会                       | 櫻田義孝     | 自由民主党               |
| 科学技術・イノベーション推進特別委員会             | 古本伸一郎   | 国民民主党・無所属クラブ |
| 東日本大震災復興特別委員会                         | 谷公一       | 自由民主党               |
| 原子力問題調査特別委員会                           | 高木毅       | 自由民主党               |
| 地方創生に関する特別委員会                         | 渡辺博道     | 自由民主党               |
| 憲法審査会                                         | 森英介       | 自由民主党               |
| 情報監視審査会                                     | 額賀福志郎   | 自由民主党               |
| 政治倫理審査会                                     | 逢沢一郎     | 自由民主党               |

| 委員会・審査会・調査会                       | 委員長・会長 | 所属会派             |
| -------------------------------------------- | ------------ | -------------------- |
| 内閣委員会                                   | 柘植芳文     | 自由民主党・こころ   |
| 総務委員会                                   | 竹谷とし子   | 公明党               |
| 法務委員会                                   | 石川博崇     | 公明党               |
| 外交防衛委員会                               | 三宅伸吾     | 自由民主党・こころ   |
| 財政金融委員会                               | 長谷川岳     | 自由民主党・こころ   |
| 文教科学委員会                               | 髙階恵美子   | 自由民主党・こころ   |
| 厚生労働委員会                               | 島村大       | 自由民主党・こころ   |
| 農林水産委員会                               | 岩井茂樹     | 自由民主党・こころ   |
| 経済産業委員会                               | 浜野喜史     | 国民民主党・新緑風会 |
| 国土交通委員会                               | 長浜博行     | 国民民主党・新緑風会 |
| 環境委員会                                   | 斎藤嘉隆     | 立憲民主党・民友会   |
| 国家基本政策委員会                           | 鉢呂吉雄     | 立憲民主党・民友会   |
| 予算委員会                                   | 金子原二郎   | 自由民主党・こころ   |
| 決算委員会                                   | 二之湯智     | 自由民主党・こころ   |
| 行政監視委員会                               | 丸山和也     | 自由民主党・こころ   |
| 議院運営委員会                               | 山本順三     | 自由民主党・こころ   |
| 懲罰委員会                                   | 溝手顕正     | 自由民主党・こころ   |
| 災害対策特別委員会                           | 河野義博     | 公明党               |
| 沖縄及び北方問題に関する特別委員会           | 石橋通宏     | 立憲民主党・民友会   |
| 政治倫理の確立及び選挙制度に関する特別委員会 | 石井浩郎     | 自由民主党・こころ   |
| 北朝鮮による拉致問題等に関する特別委員会     | 山谷えり子   | 自由民主党・こころ   |
| 政府開発援助等に関する特別委員会             | 山田俊男     | 自由民主党・こころ   |
| 消費者問題に関する特別委員会                 | 三原じゅん子 | 自由民主党・こころ   |
| 東日本大震災復興特別委員会                   | 徳永エリ     | 国民民主党・新緑風会 |
| 国際経済・外交に関する調査会                 | 鴻池祥肇     | 自由民主党・こころ   |
| 国民生活・経済に関する調査会                 | 増子輝彦     | 国民民主党・新緑風会 |
| 資源エネルギーに関する調査会                 | 鶴保庸介     | 自由民主党・こころ   |
| 憲法審査会                                   | 柳本卓治     | 自由民主党・こころ   |
| 情報監視審査会                               | 中曽根弘文   | 自由民主党・こころ   |
| 政治倫理審査会                               | 吉田博美     | 自由民主党・こころ   |